# Кришнараджа Водеяр IV
Махараджа Кришнараджа Водеяр IV (Нальвади Кришнараджа Водеяр) (4 июня 1884 — 3 августа 1940) — 24-й махараджа Княжества Майсур из династии Водеяров (28 декабря 1894 — 3 августа 1940). На момент своей смерти он был одним из самых богатых людей в мире, с личным состоянием, оцененным в 1940 году в 400 миллионов долларов США, что эквивалентно 7 миллиардам долларов по ценам 2018 года. Он был вторым по богатству индийцем, после Мир Османа Али Хана, последнего низама Хайдарабада.
Он был князем-философом, которого Поль Брунтон считал воплощением идеала, выраженного в Платоновской Республике. Английский государственный деятель Лорд Сэмюэл сравнивал его с императором Ашокой. Махатма Ганди называл его Раджарши, или «святой царь», и его царство было описано его последователями как Рама Раджья, идеальное царство, родственное правлению Бога Рамы. Признавая благородное и эффективное правление Кришнараджи Водеяра IV, лорд Джон Сэнки заявил в 1930 году на конференции круглого стола в Лондоне: «Майсур — это лучшее управляемое государство в мире».

## Ранние годы
Кришнараджа Водеяр IV родился 4 июня 1884 года во дворце Майсура. Он был старшим сыном Махараджи Чамараджендры Водеяра X (1863—1894) и Махарани Вани Виласы Саннидханы. После смерти его отца в Калькутте в 1894 году, мать Кришнараджи Водеяра управляла государством в качестве регента, пока Кришнараджа Водеяр не достиг совершеннолетия 8 августа 1902 года.
Махараджа получил свое первое образование и обучение во Дворце Локаранджан под руководством профессора Рагхавендры Рао. В дополнение к западным наукам, он обучался языки — каннада и санскрит, а также обучался верховой езде, индийской и западной классической музыке. Его ранним административным обучением занимался сэр Стюарт Фрейзер из Бомбейской гражданской службы. Изучение принципов юриспруденции и методов управления доходами дополнялось обширными экскурсиями по государству, в ходе которых он получил обширные знания о природе страны, которой ему впоследствии предстояло управлять.

## Брак
6 июня 1900 года в Майсуре махараджа женился на Махарани Пратапа Курами Аммани из Катхиявара (1889—1953), младшей дочери Раны Шри Бане Сингджи Сахиба, Раны Сахиб из Ваны в регионе Катхиявар (в настоящее время — штат Гуджарат). Их брак был бездетным.

## Правление
Вскоре после смерти своего отца Махараджи Чамараджендры Водеяра X 28 декабря 1894 года Кришнараджа Водеяр IV, которому было 11 лет, вступил на княжеский престол 1 февраля 1895 года. Его мать Махарани Кемпараджамманни (1866—1934) была регентом до тех пор, пока Кришнараджа Водеяр не принял власть 8 февраля 1902 года.
8 августа 1902 года на церемонии во дворце Джаганмохана вице-король Индии лорд Керзон возложил на Кришну IV обязанности махараджи Майсура, наделив его всей полнотой власти.
Кришнараджа Водеяр создал образовательную инфраструктуру . Новый махараджа Майсура был искусным музыкантом и, подобно своим предшественникам, покровительствовал изящным искусствам. По этим причинам его правление часто описывается как «Золотой век Майсура».
Кришнараджа Водеяр был первым ректором индуистского Университета Бенарас и Университета Майсура. Последний был первым университетом, созданным индийским штатом. Индийский институт науки в Бангалоре, который был инициирован во время пребывания его матери в качестве регента, был функционально открыт во время его правления, в 1911 году, получив от махараджи 371 акров (1,5 км2) земли и денежные средства. Махараджа был покровителем индийской, как карнатической и индийской, так и западной классической музыки.
Майсур был первым индийским княжеством, который имел Представительную Ассамблею в 1881 году. Во время правления Кришныраджи Водеяра IV Ассамблея была расширена и стала двухпалатной в 1907 году с созданием законодательного совета, Палаты старейшин, которая ввела много нового законодательства для государства. Во время его правления Майсур стал первым индийским штатом, производящим гидроэлектроэнергию в Азии, а город Бангалор — первым азиатским городом, в котором появились уличные фонари, впервые зажженные 5 августа 1905 года.
Во время своего 39-летнего правления в качестве Махараджи Кришнараджи Водеяра IV было семь диванов (первых министров) княжества Майсур:
- Сэр П. Н. Кришнамурти (1901—1906)
- Сэр В. П. Мадхава Рао (1906—1909)
- Сэр Т. Ананда Рао (1909—1912)
- Сэр М. Висвесварая (1912—1919)
- Сэр М. Кантарадж Урс (1919—1922)
- Сэр Альбион Раджкумар Банержи (1922—1926)
- Сэр Мирза Исмаил (1926—1941; Кришнараджа IV умер в 1940 году)

Во время своего правления махараджа работал над уменьшением бедности и восстановлением сельских районов, общественного здравоохранения, промышленности и экономического возрождения, образования и изобразительного искусства. Майсур сделал такой большой шаг вперед, что Ганди был вынужден заметить, что Махараджа был Раджариши («святой царь») . Поль Брантон, британский философ и востоковед, Джон Гюнтер, американский писатель, и британский государственный деятель Лорд Сэмюэл были среди тех, кто осыпал похвалами махараджу. Лорд Сэнки сказал во время круглого стола конференции, что Майсур — «лучшее управляемое государство в мире». Князья из других областей Индии были посланы в Майсур для административной подготовки. Пандит Мадан Мохан Малавия описал Раджу как «Дхармика», а лорд Веллингтон вторил этому чувству, называя промышленное развитие Майсура «невероятным». В некрологе The Times назвала его «правящим принцем, которому нет равных в уважении и привязанности, вдохновленных как его впечатляющей администрацией, так и его привлекательной личностью».

## Покровитель искусства
Махараджа был знатоком карнатической и индостанской музыки. Он играл на восьми музыкальных инструментах: флейте, скрипке, саксофоне, фортепиано, мридангаме, надасваре, ситаре и вине. Члены Агра Гараны, в том числе Наттан Хан и Устад Вилаят Хуссейн Хан, были гостями махараджи в Майсуре, а также Абдул Карим Хан и Гаухар Джан. Баркатулла Хан был дворцовым музыкантом с 1919 года до своей смерти в 1930 году.
Астана Видван Кадагатур Сешачарья написал различные произведения и известен своим вкладом в санскритскую и каннадскую литературу. Он также написал много стихотворений на языке каннада.

## Махатма Ганди и Махараджа
Махатма Ганди восхвалял Махараджу Майсура в 1925 году за то, что тот занялся прядением на благо себя и своих подданных.

## Прогресс во время правления
Во время правления Кришныраджи Водеяра IV, княжество Майсур (включая города Бангалор, Читрадурга, Хассан, Кадур, Колар, Майсур, Мандья, Симога и Тумкур) видело всестороннее развитие:
- Гидро-электрический проект в Шиванасамудре в 1902 году.
- Глазная больница Минто Бангалор, основанная в 1903 году, является одной из старейших специализированных офтальмологических больниц в мире
- Бангалор был первым городом в Индии, получившим электрические уличные фонари в 1905 году.
- Вани Виласа Сагара Читрадурга, завершенная в 1907 году, первая плотина в штате Карнатака.
- Законодательный совет Майсура был учрежден в 1907 году с целью объединения определенного числа неофициальных лиц, имеющих практический опыт и знания, для оказания помощи правительству в принятии законов и постановлений.
- Индийский институт науки, Бангалор создан в 1909 году
- Майсур Бойскауты, основанная в 1909 году. Первый в своем роде в Индии
- Государственный банк Майсура создан в 1913 году
- Майсурская сельскохозяйственная школа-интернат, Бангалор, основанная в 1913 году. Университет сельскохозяйственных наук, Бангалор был первоначально основан в 1899 году матерью Кришныраджи Водеяра IV Махарани Вани Виласа Саннидхана, регентшей Майсура, с первоначальным грантом в 30 акров в качестве экспериментальной сельскохозяйственной станции.
- Каннада Сахитья Паришат, Бангалор, основанная в 1915 году
- Формирование майсурской ассоциации социального прогресса[10] в 1915 году для расширения возможностей более слабой части общества
- Университет Майсура, основанный в 1916 году
- Ювараджа Колледж, Майсур[11], основанный в 1916 году
- Школа инженерии, Бангалор, позднее УВСЕ, основанная в 1917 году
- Майсурская государственная железная дорога (MSR)[12] между 1916 и 1918 годами открыла 232 мили железной дороги для движения. К 1938 году МСР имел 740 миль железнодорожного пути
- Майсурская Торговая палата[13], основанная в 1916 году
- Правительственная Сандаловая нефтяная фабрика[14] , Бангалор, основанная в 1917 году
- Научный колледж махарани для женщин[15], Майсур, основанный в 1917 году
- Фабрика по перегонке древесины[13], Бхадравати в 1918 году
- Майсурская хромовая и кожевенная фабрика[13], основана в 1918 году
- Назначение сэра Лесли Миллера в 1918 году для изучения проблем отсталых классов рекомендовало резервировать 25 % рабочих мест в Правительстве для небрахманов[16]
- Дворец Лалита Махал в 1921 году
- Государственный научный колледж, Бангалор в 1921 году[17]
- Вишвесварайский металлургический завод (VISL), Бхадравати был начат как Майсурский металлургический завод в 1923 году.
- Первый индийский штат, предоставляющий женщинам право голоса (1923)[10]
- Плотина Кришна Раджа Сагар (КРС), основанная в 1924 году
- Медицинский колледж Майсура, основанный в 1924 году
- Кришнараджанагара был основан между 1925 и 1930 годами как новый город, после того, как наводнение рекой Кавери повредило соседний город Эдаторе.
- В 1925 году более 100 акров земли было передано в дар учреждению Национального института психического здоровья и неврологии (NIMHANS)[18]
- Создание Сангхи Кадхара Сахакара в 1925 году Тагдхур[10], которая помогла сельским жителям зарабатывать себе на жизнь
- Больница Кришна Раджендра, Майсур, основанная в 1927 году, прикреплена к медицинскому колледжу Майсура
- K. R. Market, Бангалор, основной оптовый рынок, занимающийся товарами в Бангалоре, основанный в 1928 году.
- Плотину Мараконахалли[19] в Тумкурском районе достроили в 1930 году. Плотина имеет автоматическую сифонную систему, первую в своем роде в Азии.
- Майсурский сахарный завод[20], Мандья, основанный в 1933 году
- KR Mills, Майсур, основанная в 1933 году
- Церковь Святой Филомены, Майсур в 1933 году.
- Ратуша Бангалора в 1933 году.
- Больница для женщин и детей Vanivilas, Бангалор, основанная в 1934 году, названа в честь Maharani Vani Vilas Sannidhana
- Майсурская бумажная фабрика, Бхадравати[21], основанная в 1936 году
- В 1934 году правительство Майсура подарило 10 акров земли в Бангалоре Нобелевскому лауреату сэру С. В. Раману для создания научно-исследовательского института Raman Research Institute (RRI)[22]
- Лампы Майсура, Бангалор, основанная в 1936 году
- Майсурский завод химических и минеральных удобрений[13], Белагола, основан в 1937 году.
- Компания Mysore Paintings and Varnish Limited была основана в 1937 году. Он стал частью государственного сектора в 1947 году.
- Правительственная Фабрика Дихромата, Белагола[23] .
- Колледж Махарани для женщин[24], Бангалор, был основан в 1938 году.
- Стекольные и фарфоровые заводы, Бангалор, создан в 1939 году
- Образование округа Мандья в 1939 году
- Майсурская Фабрика орудий Хасана, основанная в 1939 году для производства сельскохозяйственных и садовых орудий.
- Плотина Хиребхаскара[25] была запущена в 1939 году через реку Шаравати для обеспечения устойчивого водоснабжения гидроэлектростанции Кришнараджендра мощностью 120 МВт. В 1949 году электростанция была переименована в гидроэлектростанцию имени Махатмы Ганди.
- Бенарасский индуистский университет, Варанаси, первый канцлер и соучредитель
- Ирвин канал: позже названный как Visveshwariaha канал
- Попечительский совет по благоустройству города, первый в своем роде в Индии
- Запрещение детских браков (для девочек младше 8 лет)
- Образования девочек и стипендии для овдовевших девочек.

## Титулатура
- 1884—1894: Ювараджа Шри Кришнараджа Водеяр Бахадур, Ювараджа Майсура
- 1894—1907: Его Высочество Махараджа Шри Нальвади Кришнараджа Водеярр (Кришнараджа Водеяр IV) Бахадур, Махараджа Майсура
- 1907—1910 годы: Его Высочество Махараджа Сэр Нальвади Кришнараджа Водеяр (Кришнараджа Водеяр IV) Бахадур, Махараджа Майсура, рыцарь — великий командор Ордена Звезда Индии
- 1910—1917: Полковник Его Высочество Махараджа Шри Сэр Нальвади Кришнараджа Водеяр (Кришнараджа Водеяр IV) Бахадур, Махараджа Майсура, рыцарь — великий командор Ордена Звезда Индии
- 1917—1940: Полковник Его Высочество Махараджа Шри Сэр Нальвади Кришнараджа Водеяр (Кришнараджа Водеяр IV) Бахадур, Махараджа Майсура, рыцарь — великий командор Ордена Звезда Индии, рыцарь Большого креста ордена Британской империи.

## Награды
- Золотая Медаль Дели Дурбар −1903
- Рыцарь- Великий Командор Ордена Звезды Индии (GCSI)-1907
- Золотая Медаль Дели Дурбар — 1911 Год
- Бейлиф Великого креста ордена Святого Иоанна (GCStJ)-1911
- Рыцарь Большого креста Ордена Британской империи (GBE)-1917
- Медаль Серебряного юбилея короля Георга V — 1935
- Коронационная медаль Георга VI — 1937
- Почетный доктор индуистского университета Бенареса на его 21-м созыве, состоявшемся 28-12-1937 года
- Почетная докторская степень была присуждена посмертно в 2011 году Университетом Майсура.